# Plutomurus ortobalaganensis
Plutomurus ortobalaganensis è l'animale terrestre che vive più in profondità tra quelli scoperti sulla Terra. Il suo habitat è situato a circa 1980 metri al di sotto dell'entrata della grotta Krubera, situata in Georgia.
Appartiene all'ordine dei collembola (artropodi) endemici dell'ecosistema della caverna ed è stato scoperto dal team di spedizione dell'organizzazione CAVEX nel 2010.